# Supercoppa italiana 2006 (pallamano maschile)
La Supercoppa italiana 2006 è stata la 2ª edizione del torneo di pallamano riservato alle squadre vincitrici, l'anno precedente, la Serie A Élite e la Coppa Italia.
Esso è stato organizzato dalla FIGH, la federazione italiana di pallamano.
Il torneo è stato vinto dal Conversano per la 1ª volta nella sua storia.

## Squadre qualificate
- Campione d'Italia in carica:  Conversano
- Detentore della Coppa Italia:  Prato[1]

## Finale
| Campione d'Italia | Detentore Coppa Italia | Risultato                     |
| ----------------- | ---------------------- | ----------------------------- |
| Conversano        | Prato                  | Conversano, 12 settembre 2006 |
| Conversano        | Prato                  | 25 - 23                       |

## Campioni
| Vincitore della Supercoppa italiana 2006-2007 |
| --------------------------------------------- |
| Handball Club Conversano 1º titolo            |